# Младен Стојановић
Младен Стојановић (Приједор, 7. април 1896 — Јошавка, код Челинца, 2. април 1942) био је љекар, хуманиста и револуционар, учесник Народноослободилачке борбе, један од организатора устанка на Козари 1941. и народни херој Југославије.
Уочи балканских ратова, 1912. као ученик гимназије укључио се у тајну омладинску национално-револуционарну организацију „Народна одбрана”, а недуго потом је постао и члан „Младе Босне”. Био је изразити поборник ослобођења југословенских народа од Аустроугарске и један од вођа национално-револуционарне омладине у Тузли. Након Сарајевског атентата и почетка Првог свјетског рата, 1914. осуђен је на 15 година затвора, али је 1917. амнестиран и пуштен.
Након рата је студирао медицину у Загребу и Бечу, а од 1929. је радио као љекар у родном Приједору. Као „народни љекар” који је бесплатно лијечио сиромашне, веома брзо је стекао велико поштовање и популарност међу народом Приједора и шире околине. Од 1936. је радио и као љекар амбуланте рудника у Љубији, гдје је отпочео дружење са радницима и синдикалистима, али и учествовао у њиховој борби за боље услове живота.
Иако је комунистичке идеје прихватио још као студент, тек септембра 1940. постао је члан илегалне Комунистичке партије Југославије (КПЈ). Као љекар је учествовао у Априлском рату, али се послије капитулације вратио у Приједор, гдје су га јуна 1941. ухапсиле усташе. Након бјекства из затвора отишао је на Козару, гдје је активно радио на организовању оружаног устанка.
Народ Козаре, заплашен усташким злочинима, брзо се одазвао позиву на устанак и већ у августу је формиран Козарски партизански одред, чији је Младен био командант. Овај Одред изводио је борбене акције против окупатора и усташа, због чега је против њега било покренуто неколико акција и офанзива. Упркос томе, Одред је успио да се одржи на Козари и даље изводи акције. Младен, који је у току устанка постао готово легендарна личност на Козари и Поткозарју, обилазио је села и позивао људе у борбу против окупатора, па је велики број људи овог краја укључио у Народноослободилачки покрет (НОП).
Пошто је Младенова популарност расла и ширила се Босанском крајином, он је јануара 1942. године прешао у Подгрмеч, гдје је био у Штабу Првог крајишког одреда, а у фебруару је на Скендервакуфској конференцији био изабран за начелника Оперативног штаба НОП одреда Босанске крајине. Почетком марта, у сукобу са четницима Лазе Тешановића, код Липовца, тешко је рањен у главу. Након тога опорављао се у партизанској болници у селу Јошавка. У току четничког пуча Раде Радића у Четвртом крајишком одреду, убијен је заједно са осталим рањеницима.
За народног хероја проглашен је 7. августа 1942. године. У његову част село Букин, код Бачке Паланке, 1946. је понело назив Младеново, а 1975. снимљен је филм „Доктор Младен”.

## Биографија

### Породица
Младен Стојановић је рођен 7. априла 1896. године у Приједору. Његови родитељи — отац Симеон Симо (1861—1926) и мајка Јованка (1865—1939) имали су деветоро дјеце, пет кћери — Георгину (1891—1956), Персиду (1894—1959), Јелисавету (1899—1988), Милицу (1900—1985) и Драгињу (1903—1981) и четири сина — Младена, Сретена (1898—1960), Драгутина (1905—1917) и Велимира (1908—1982).
Породица Младена Стојановића потиче из Херцеговине, из Невесињског поља. Крајем 17. и почетком 18. вијека, породица Јакшић се под вођством кнеза Вукоја Јакшића преселила на Козару, у села повише Приједора. Један Вукојев син био је кнез Петар, по коме су се његови потомци прозвани Кнежевићи (у Миској Глави), док је други Вукојев син имао сина Милана и унука Стојана, по коме су прозвани Стојановићи. Стојановићи су били свештеничка породица, први свештеник у њиховој породици је био Павао Стојановић, а насљедници Стојановог сина Николе у наредна три кољена били су свештеници — Илија, Гавро и Симо.
Младенов дјед, Гавро Стојановић, био је дуги низ година свештеник у Козарцу, а средином 19. вијека је започео изградњу породичне куће у Приједору. Младенов отац Симо завршио је 1885. године богословију у Задру и био први школовани свештеник у својој породици. Од 1901. до 1911. године налазио се на мјесту свештеника у Козарцу, а по потреби је опслуживао и цркву у Љубији. Симо је био врло образован човјек који је пратио штампу, нове књиге и часописе, а понекад је и сам објављивао у листу „Босанска вила”. Бавио се етнологијом, испитивао је насеља и миграције у Босанској Крајини и поријекла крајишких презимена. Такође је био веома активан у акцији за српску црквеношколску аутономију, за подизање школа и цркви и у пропагирању просвјетних идеја.
Мајка Јованка такође је потицала из свештеничке породице Вујасиновића, из Босанске Дубице. Њен отац, прота Теодор Вујасиновић, био је учесник Пецијине буне против Турака, 1858. године, због чега је био затваран у Бихаћкој кули. Јованка је била велика доброчинитељка, која је за вријеме Првог свјетског рата помагала незбринуту дјецу, а свој хуманитарни рад је наставила и послије рата као добротвор и члан разних хуманитарних друштава.
Сими и Јованки је у подизању своје седморо дјеце приоритетно било њихово школовање, па иако породица није била превише богата, сва њихова дјеца су се школовала и касније студирала — ћерке Георгина, Персида и Јелисавета су завршиле учитељску школу, Младен и Драгиња су студирали медицину, Сретен ликовне умјетности, Милица филозофију и Велимир право.

### Школовање и револуционарни рад
Почетком 20. вијека у Приједору су постојале две основне школе — тзв. Државна школа и Српска школа, у којој су учитељи били Срби, а дјеца претежно из српских породица. Ова школа је била основана још 1834. године, а њена зграда је страдала 1882. године у великом пожару у коме је страдао дио Приједора. У нову зграду Српске школе, изграђену 1884. године, Младен је пошао 1902. године.
Након завршетка основне школе, Младен је 1906. године уписао Велику гимназију у Сарајеву. Након завршеног првог разреда, 1907. године је прешао у Тузлу и ту је у Великој гимназији наставио даље школовање. Наредне године, у Тузлу је дошао и Младенов млађи брат Сретен Стојановић, који се овдје уписао у први разред гимназије.
Вријеме почетка Младеновог школовања било је веома политички бурно у односима између Аустроугарске и Краљевине Србије — године 1906. је избио тзв. „Царински рат”, а 1908. године Аустроугарска је извршила анексију Босне и Херцеговине, што је био повод избијања „Анексионе кризе”. Ови политички догађаји су имали великог утицаја на Србе у Босни и Херцеговини, али и на друге народе — Муслимане и Хрвате и код њих стварало све веће незадовољство аустроугарском окупацијом. Посебно незадовољство политичком ситуацијом у Босни и Херцеговини јављало се код младих, а прије свега код ученика и студената.
Године 1911. Младен се у гимназији у Тузли укључио у „Тајну ђачку организацију”. Ова организација је у почетку била више литерарно удружење, него политичка организација, али је током времена доживјела неколико преображаја. Поред литерарних, њени чланови су уносили политичке и социјалне теме и често су расправљали о актуелним питањима која су мучила национални живот Срба у Босни и Херцеговини. Сви чланови ове организације су пуно читали, а на темељу прочитаних дјела су потом одржавали предавања (Младен је једном приликом држао предавање „О здрављу народа”). Посебан утицај на ученике Тузланске гимназије, а прије свега на Младена и његовог друга Тошу Илића, имао је професор Вељко Вујасиновић, који је био истакнути члан Соколског друштва.
У прољеће 1912. године, Младен и Тоша су као ученици шестог разреда гимназије, преко Радета Ђурановића Чемерног, који је био аутор тада забрањене збирке пјесама „Иза решетака”, ступили у тајну националистичку организацију „Народна одбрана”. Пошто је ова организација била организована по систему тројки, Младен и Тоша су имали контакт само са Радетом, али и поред тога за њих је чланство у овој организацији имало велики значај. Одмах након завршетка школске године, они су из Тузле кренули у Србију. Преко Брчког и Сремске Митровице, стигли су у Шабац, гдје су се повезали са мајором Димитријем Павловићем, код кога су положили заклетву и постали чланови организације „Уједињење или смрт”. Након неколико дана дошли су у Београд, гдје су се у кафани „Златна моруна” на Зеленом венцу сусрели са члановима „Младе Босне” — Гаврилом Принципом, Мустафом Голубићем, Недељком Чабриновићем и др.
Из Београда су заједно са групом омладинаца, међу којима су били Мустафа Голубић, Хасан Ребац, Ђула Буковац и др, отишли у Врање. Ту су се повезали са војводом Вуком и потом су око мјесец дана провели у једној касарни, гдје су похађали војну обуку, вјежбајући се у руковању оружјем. Након завршене обуке, вратили су се у Београд, а потом у Шабац, гдје су боравили Љуба Мијатовић и Владимир Гаћиновић, који се тих дана вратио из Швајцарске. Након скоро два мјесеца проведена у Србији, Младен и Тоша су се вратили у Босну. Љетне распусте Младен је проводио у Приједору, али те године након завршетка школске године није дошао, што је у породици изазвало велику забринутост, посебно јер о њему нису ништа знали скоро два мјесеца. Након повратка, Младен је оцу детаљно испричао о свом боравку у Србији.
На почетку нове школске године, Младен и Тоша су отпочели са интензивним радом у „Тајној ђачкој организацији”, а један од главних задатака им је био окупити што већи број омладинаца који су били противници аустроугарске власти. Посебну пажњу су посвјећивали укључивању омладинаца Муслимана у организацију, јер је она била сачињена искључиво од Срба. У том циљу, чланови организације су отпочели сукоб са појединим професорима, који су прогонили ђаке Муслимане, који су били српски оријентисани. У овоме се посебно истицао неки професор Хаџикадић. У једном од сукоба са професорима-режимлијама, омладинац Трифко Грабеж је у афекту ошамарио једног професора, након чега је заједно са групом ученика био искључен из школе. У знак протеста, тајна организација је организовала штрајк солидарности у који су ступили углавном ученици српске националности. Младен и Тоша су били означени као вође овог штрајка, због чега су били кажњени, а Тоша је и изгубио стипендију.
Октобра 1912. године избио је Први балкански рат, који су балканске државе — Краљевина Србија, Краљевина Црна Гора, Краљевина Бугарска и Краљевина Грчка повеле за ослобођење својих територија од Османског царства. У страху да се овај ослободилачки поход не прошири и на територије које су се налазиле под њеном окупацијом, Аустроугарска је извршила мобилизацију и појачала своје снаге према границама Србије и Црне Горе. Пошто су све школе биле затворене, пуштене, ради смјештаја војске, Младен се вратио у Приједор. Прекид наставе је трајао око два-три мјесеца, а након тога, почетком 1913. године, дошло је до промјена у „Тајној ђачкој организацији” — за новог предсједника је био изабран Петар Гутеша, а за секретара Тошо Илић, Младенов блиски друг. За вријеме распуста, сви чланови организације имали су задатак да у својим срединама политички раде са народом, а прије свега омладином. Ово је вршено преко легалних организација, а најчешће преко Соколских друштава и др.
Крајем 1913. године дошло је до нових промјена у руководству „Тајне ђачке организације”, за предсједника је изабран Тоша Илић, за потпредсједника Младен, а за секретара Божо Томић. Пошто су Тоша и Младен били чланови организације „Уједињење или смрт” они су успјели да организацији наметну платформу борбе свих Јужних Словена за ослобођење и стварање самосталне државе. Промјене у схватањима су све више биле видљиве и у организацији, па је су се у њу полако почели укључивати Муслимани и Хрвати. У то вријеме тузланска тајна организација је била једна најјачих и најбоље организованих организација Младе Босне.

### Хапшење и робија
Крајем јуна 1914. године Младен и његови другови били су заокупљени завршавањем осмог разреда гимназије и припремом матуре. У међувремену, у посјету Сарајеву је 28. јуна дошао аустроугарски престолонасљедник надвојвода Франц Фердинанд. Припадници Младе Босне — Гаврило Принцип, Недељко Чабриновић, Васо Чубриловић, Трифко Грабеж и др, искористили су ову прилику и извршили тзв. „Сарајевски атентат” у коме су погинули престолонасљедник и његова супруга Софија. Овај догађај узбуркао је политичку ситуацију у читавој Европи и посебно пореметио ионако лоше односе Аустроугарске и Краљевине Србије. Убрзо након тога дошло је до објаве рата Србији, 28. јула и почетка Првог свјетског рата.
На сам дан атентата, 28. јуна, чланови „Тајне ђачке организације” су у Тузли одржали свечани састанак, који је уједно био и њихов последњи састанак. Када су се разишли у граду су видјели црне заставе и тако добили потврду о успјешности атентата. Младен и Тоша су тада одлучили да напишу „Проглас југословенској омладини”, па су исто вече обојица написали неколико приједлога. У дијеловима из једног од Младенових приједлога Прогласа стајало је:
Љубимо хероје наше: Јукића, Жерајића, Дојчића, Чабрињу, Планиншћака, Принципа, јер су они пророци нације, јер су они нација!
Синови једне Југославије!
Јели замро у вама осјећај да осјетите Бога у часу када нација хоће да проговори на уста једног човека? …
Зар не осећате синови једне Југославије, да у крви лежи наш живот и да је атентат бог богова Нације, јер он доказује да живи Млада Босна, Да живи елеменат, којег притишће несносни баласт империјалистички, да живи елеменат, који је готов да гине! …

Долазе пророци Нације, долазе пророци Југославије. Прислушните сви како вам јаче куцају жиле и како вам јаче струји крв, то је говор Слободе! Будите сви пророци Нације и она ће срећна бити, јер је вријеме да пророштво среће Нације буде истинито! Пророци долазе! Наставите стазу њихову, да не замре крв у жилама народа овог. О свијетли, о велики, синови пророци Југославије!
Већ сутрадан, 29. јуна почињало је полагање матуре, па су наредних неколико дана највећу пажњу посвјетили томе. И док су они писали писмене задатке, отпочела су прва хапшења, а 3. јула полиција је ухапсила све чланове „Тајне ђачке организације”. Истрага над „Тодором Илићем и друговима” отпочела је 9. јула у Тузли. Истражни органи теретили су их за — оснивање тајне организације, одржавање тајних састанака и предавања, дописивање са атентаторима Чабриновићем, Чубриловићем и Грабежом, као и њихово скривање у Тузли у периоду од 31. маја до 6. јуна и др. У почетку, истрага је била базирана на основу писама, која су била заплијењена у току претреса њихових станова. У овим писмима омладинци су изливали своја осјећања и огорчење против аустроугарске окупације.
Током напада на Србију, аустроугарски војници су 12. августа заузели Лозницу, гдје се налазио Штаб мајора Косте Тодоровића, који је био задужен за организовање „Народне омладине” у Босни и Херцеговини. Аустријанци су ту успјели да заплијене његову архиву у којој су се налазили разни подаци о члановима „Народне омладине”, као и о њиховим одласцима у Србију. Ови подаци били су веома корисни аустроугарским истражним органима, а посебно у истрази против омладинаца из Тузле, јер су Тоша и Младен били међу онима који су одлазили у Србију на похађање војног курса.
Током љета, ухапшенима се у тузланском затвору прикључио и Младенов млађи брат Сретен Стојановић, који је такође био члан тајних организација. Он је почетком 1913. био искључен из Тузланске гимназије и школовање је наставио у Београду, гдје је постао члан „Народне омладине”. Када је отпочео Први свјетски рат, он је, завршивши шести разред гимназије, одлучио да се врати у Приједор, како би тамо политички радио са омладином, али је одмах по преласку границе у Земуну био ухапшен. У току рата, полиција је често претресала кућу Стојановића у Приједору, најприје због Младена и Сретена, потом због Георгине, која је такође била члан „Народне одбране” и на крају због Персе, која је била под сумњом јер је добијала писма од Владимира Гаћиновића из Швајцарске, иако су ова писма била љубавне природе. Док је Симо Стојановић био одређен за таоца и држан у кућном притвору.
Чланови „Тајне ђачке организације” су у затвору у Тузли остали око пет мјесеци. Децембра 1914. године, када се у Колубарској бици окренула ратна срећа и када је српска војска почела да напредује према Дрини, аустроугарске власти су читаву групу ухапшених омладинаца пребацили у Бању Луку, гдје су били затворени у злогласном затвору „Црна кућа”. Током читавог боравка у тузланском затвору, Тоша и Младен су били затворени у самицама и на тај начин одвојени од остатка групе, док су у бањалучком затвору сви били заједно у заједничкој соби. Након извјесног времена, били су пребачени у Бихаћ, у чувени затвор Кулу, који су изградили Турци. Тако су се браћа Стојановић нашла у истом затвору у коме је средином 19. вијека тамновао њихов дјед по мајци, прота Теодор Вујасиновић.
Истрага над ухапшеним тузланским омладинцима трајала је пуних тринаест мјесеци. Потом је од 13. до 30. септембра 1915. године у Бихаћу одржан процес против „Тодора Илића и другова” на коме је првооптужени Тоша Илић осуђен на смртну казну, а остали на временске — Младен на 16 година, Стеван Ботић на 15 година, Војо Васиљевић на 14 година, Божидар Томић на 11 година, Сретен на 10 година и др. Заједно са њима, на овом процесу су била осуђена и четири професора тузланске гимназије — Милутин Поповић, Вељко Вујасиновић, Адем Бисе и Петар Милетић. Након суђења, провели су још три мјесеца у Бихаћкој кули, чекајући да Врховни суд у Бечу потврди казне, а онда су били пребачени у затвор у Зеницу. У Бихаћу је тада остао једино Тоша Илић који је чекао још три мјесеца да му се уважи молба о помиловању, када му је смртна казна замијењена временском у трајању од 20 година тешке тамнице.
По доласку у зенички затвор, сви осуђеници су морали провести три мјесеца у самици, тзв. „стакленој кући” јер јој је кров дјелимично био од стакла. Након тога, били су у обавези да изучавају неки занат. У почетку су сви учили ткање на разбоју и радили као ткачи, а касније су могли бирати неки од понуђених заната, па је Младен учио обућарски занат, а његов брат Сретен резбарски занат. Боравак у зеничкој самици је веома тешко пао Младену па је упао у депресију, због чега се разболио. У опоравку му је доста помогао затворски љекар који је био Чех.
Године 1917. извршена је преквалификација кривичног дјела за које су били осуђени, па су умјесто статуса „убица и криминалаца” добили статус „политичких криваца”. У јесен исте године били су амнестирани и пуштени на слободу сви из тузланске групе, изузев првооптуженог Тоше Илића, који је пребачен у затвор у Травнику.

### Студије
Повратак браће Стојановић, из затвора у Травнику, обиљежен је у Приједору малом свечаношћу. Око тридесетак грађана сачекало их је и поздравило на жељезничкој станици. Аустроугарске власти планирале су да Младена, одмах по доласку, мобилишу и упуте на фронт. На здравственом прегледу био је ослобођен због операције, која је над њим извршена током боравка у затвору у Зеници. Године 1918. Младен је отишао у Загреб, гдје је као талац радио у Болници милосрдних сестара, а уједно се и спремао за студије. Одлучио се за студије медицине, за коју се заинтересовао још као средњошколац, када је изучавао проблеме здравственог просвјећивања народа. Слом Аустроугарске и завршетак Првог свјетског рата није прошао без Младеновог учешћа. Са групом другова учествовао је у разоружавању аустроугарских јединица у Сремској Митровици, почетком новембра 1918. године.
Након завршетка рата, Младен је уписао Медицински факултет на Загребачком свеучилишту. Пошто је одбио краљевску стипендију, најприје је становао у згради факултета, а потом у једној малој собици у Влашкој улици. У Загребу се дружио са својим друговима бившим „младобосанцима” — Тошом Илићем, Видом Гаковићем и др. Посебан утицај на Младена оставио је његов пријатељ Никола Николић, који је био учесник Октобарске револуције. Младен је од њега слушао приче о Октобарској револуцији, Совјетској Русији, Лењину и др. Као и већина младобосанаца, Младен је био велики русофил, који је посебно био одушевљен Бакуњином. Обожавао је и руску литературу, а посебно Тургењева и његов роман „Руђин”. Разочаран новом државом — Краљевином Срба, Хрвата и Словенаца, Младен је полако одбацивао национални романтизам и полако почео да оријентише улијево. Током студија у Загребу, посјећивао је разне студентске скупове на којима су иступали студенти различитих политичких опредјељења од лијевих земљорадника до комуниста. Такође, све више се интересовао за лијеву литературу, а посебно за Крлежу и Горког.
Као добар студент, веома брзо је привукао симпатије проф. др Драге Перовића, оснивача Анатомског завода и једног од оснивача Медицинског факултета у Загребу. Он је Младена изабрао за студента-демонстратора са којим је студентима приказивао вјежбе. Слао га је неколико пута у Беч, са овлашћењем да може посјећивати Анатомски институт чувеног бечког професора Фердинанда фон Хохштетера, који је некада предавао др Перовићу. Младен се потом одлучио да студије медицине настави у Бечу. Ту се поново срео са неколико својих другова бивших „младобосанаца”. Најприје са Мустафом Голубићем, преко кога је ступио у илегално удружење студената Југословена, у коме су били — Гргур Вујовић, Саломон Леви, Милош Аралицки, Живка Вујовић, Димитрије Станисављевић и др. Ова илегална група је своје састанке одржавала у подруму једне бечке кафане, а посјећивали су је често и познати комунисти и функционери Комунистичке партије Југославије (КПЈ). Једно предавање члановима ове групе одржао је и Антонио Грамши, један од оснивача Комунистичке партије Италије. Године 1922. ова илегална група је добила статус ћелије КПЈ.
Један од Младенових пријатеља из студентских дана био је и др Мирослав Фелдман, са којим је учествовао у многим акцијама које су југословенски студенти у Бечу организовали у договору са КПЈ. Једна од тих акција био је и протестни митинг поводом доношења смртне пресуде Алији Алијагићу, који је након доношења „Обзнане” извршио атентат на министра Драшковића. Један од говорника на овом митингу био је и Младен. Упоредо са студијама медицине, Младен се бавио и литературом, јер је поезију почео да пише још у раној младости. Године 1925, по повратку у Загреб, заједно са Мирославом Фелдманом и Густавом Крклецом радио је на писању Антологије југословенске лирике. Ова антологија никада није била објављена, јер је књижар из Загреба, коме су предали рукопис, исти изгубио.
Након дипломирања, 1925. године, Младен је почео да стажира у Закладној болници у Загребу. Ту је остао око годину дана, а потом је прешао у Сарајево, гдје је стажирао у болници на Кошеву. У истој болници се тада његов пријатељ др Мирослав Фелдман налазио на специјализацији. Током једногодишњег боравка у Сарајеву, Младен се и овдје дружио са љевичарима и комунистима, а најчешће са Огњеном Прицом. У Сарајеву је тада живјела и Младенова најстарија сестра Георгина, која је била удата за политичара Васиља Грђића.

### Народни љекар
Након завршетка двогодишње праксе, 1927. године Младен је добио своју прву љекарску службу у мјесту Пучишћа, на острву Брачу. Као млади и полетни љекар брзо је стекао симпатије мјештана. Ипак, овдје се није дуго задржао, јер се већ почетком 1929. године вратио у родни Приједор. Младен је након очеве смрти желио да буде близу мајке па је одлучио да у приземљу породичне куће отвори приватну ординацију.
Недуго по отварању ординације, Младен је постао познат у Приједору и околини, али и читавој Босанској Крајини као народни љекар који сиротињу лијечи бесплатно. Пред његовом кућом стајали су читави редови кола, од Бихаћа, Босанског Петровца, Кључа, а долазили су и из Суње, Костајнице, Глине, Петриње и др. Често је сиромашним болесницима давао и новац за пут. Увијек је одбијао било какву награду говорећи — „Највећа ми је награда захвалне очи болесника, које се придижу и у живот враћају”. О Младеновом доброчинству свједочи и похвала објављена у листу „Политика” јула 1937. године:
Захваљујем г. др Младену Стојановићу у Приједору, који ме осам година лечио бесплатно, кад сам дошла да му платим одбио је награду. Њему захваљујем што сам у седамдесетој години здрава. Живео др Младен Стојановић са породицом.— Ђука Карапетровић
Почетком 1930-их година Младен је ученицима Реалне гимназије у Приједору предавао хигијену. Од 1936. године, поред приватне праксе, почео је да ради и као љекар рудника у Љубији, па је два пута седмично, а по потреби чешће, одлазио тамо. Поред лијечења рудара, лијечио је и њихове породице. Знајући да су слабијег материјалног стања није им наплаћивао лијечење, па је веома брзо постао веома популаран и вољен међу рударима и њиховим породицама. Поред здравственог рада, Младен се у Љубији ангажовао и на друштвеном и културно-просвјетном раду. Често је посјећивао Раднички дом у Љубији и дружио се са рударима. Дао је и повећи прилог дому за куповину радио-апарата, а покретао је и низ акција у дому, од којих су посебно биле посјећене трибине, на тему „Постанак земље”, „Развој живих бића на земљи”, „Постанак и развитак људског друштва” и др, као и посебан циклус предавања на тему хигијенско-техничке заштите радника на послу, заштити жена и дјеце и др.
Младен је био велики љубитељ спорта, посебно тениса. Године 1932. у Приједору је основао Тенис секцију Приједор, који је тада био један од првих тенис клубова у Краљевини Југославији. Такође, из властитих средстава набавио је комплетну опрему за фудбалски клуб „Рудар”, који је од 1928. године постојао у Љубији. Учио је стране језике, па је поред њемачког и француског, које је научио у средњој школи, касније је научио енглески, италијански и руски. Као велики љубитељ књижевности, заједно са Душком Четићем, био је активан члан и руководилац Културно-умјетничког друштва „Змијање”. Волио је друштво, па је често знао да организује излете у ближој и даљој околини Приједора — на Пашинцу, у Љубији, на Мраковици. Одлазио је и у Загреб, гдје се сусретао са својим колегама из студентских дана. Преко свога брата, Сретена упознао се и дружио се са младим умјетницима, које је он доводио у Приједор, а најчешће са Костом Хакманом и Милом Милуновићем.
Својим људским односом према народу Младен је стекао велике симпатије, поштовање и ауторитет, међу народом Козаре и Поткозарја. Због великог угледа, ушао је у пјесму народа Босанске Крајине још и прије устанка 1941. године. По селима у околини Приједора пјевало се — „Удри баја нек’ палија јечи, има Младен што делије лијечи”.

### Рударски штрајк
Од 1937. године у Љубији је почео да се осјећа и утицај тада илегалне Комунистичке партије Југославије (КПЈ). Овај утицај је оствариван преко Културно-умјетничког друштва „Пелагић” из Бање Луке, а у Љубију су долазили и бањалучки револуционари Касим Хаџић и Слободан Кокановић. Иако се Младен тада осјећао комунистом — готово јавно је иступао са прокомунистичким ставовима, залагао се за радничка права и боље услове живота радника и др — он није био члан Комунистичке партије. Често се сретао са синдикалним радницима Љубије — Шимом Бречевићем, Јозом Гргићем, Симом Љубанићем и др. Са њима је разговарао о положају радника, а прије свега — о исцрпљености код рудара, о њиховом материјалном стању јер су им дјеца била болешљива и неухрањена, као и о лошим условима живота у дотрајалим баракама.
Младенова отворена прокомунистичка иступања нису прошла неопажено ни од власти. Године 1938. начелник Приједорског среза је Младена је позвао на саслушање, а потом извршио претрес његове куће. Поред рада у руднику у Љубији, Младен је уочи Другог свјетског рата радио и у амбуланти жељезничке секције у Приједору, али је априла 1939. године добио отказ. Ово је изазвало велики револт жељезничких радника, који су Младена изузетно вољели и цијенили, јер је њих и њихове породице лијечио бесплатно. Обуставили су рад и протестовали на жељезничкој станици, а интервенисала је и полиција. На крају су написали протестно писмо Обласној управи болничког жељезничког фонда у Загребу, па је Младен враћен на посао.
Јануара 1940. године у Љубији је била формирана прва партијска ћелија КПЈ, која је имала пет чланова. Активност ове партијске ћелије међу рударима била је велика, па је у августу био организован штрајк рудара, који је био једна од највећих акција борбе за радничка права у Босанској Крајини. Захтијевајући боље услове рада и веће зараде, рудари и радници рудника жељезне руде у Љубији су 2. августа 1940. године отпочели штрајк. Обуставили су рад и окупили се испред зграде Радничког дома, гдје су изабрали Штрајкачки одбор. Власт је, како би сузбила штрајк, на штрајкаче послала жандармерију, па је првих дана штрајка у сукобима било повријеђено десетак радника. Све ово је изазвало раднички револт па су запосјели радионице, електрану и Раднички дом. Жандари су безуспјешно покушали да спријече заузимање електране, а потом је Дирекција рудника покушала да покрене воз од Љубије ка Приједору, па је група радника у Доњој Љубији растурила скретницу и покидала пругу.
Пошто су организатори штрајка били чланови КПЈ и активисти Уједињених радничких синдиката, у Љубију је од стране Мјесног комитета КПЈ за Бању Луку, као помоћ штрајкачима био упућен Бранко Бабич. Иако се Младен током штрајка јавно држао по страни, он је давао велику подршку штрајкачима. Заједно са осталим члановима КПЈ, учествовао је у припремању и организовању штрајка.
Бранко Бабић је по доласку у Љубију неколико дана боравио у кући Младена Стојановића у Приједору. Како би што прије сломили штрајк, власти су прогласиле опсадно стање у Љубији, а неколико синдикалних функционера протјерали из Љубије. Рудари су на ове репресалије одговорили тиме што су се сви повукли у село Бришево. Тада се појавио проблем исхране штрајкача, па су им у помоћ пружиле синдикалне организације из Дрвара и Љешљана. Убрзо су се у акцију помоћи рударима укључили и сељаци Приједорског среза, који су доносили храну штрајкачима. Ово је била директно Младенова заслуга, јер је он имао највећи утицај на народ Приједорског среза, који је подршку штрајкачима дао када је чуо да их подржава Младен.
Почетком септембра, након 37 дана, штрајк је био са успјехом окончан. Одмах потом у Радетића гају, у близини Приједора, био је одржан састанак партијске ћелије КПЈ. На овом састанку, коме је присуствовао и Бранко Бабич, анализиран је штрајк рудара и одлучено да се др Младен Стојановић прими у чланство Комунистичке партије Југославије. Ову одлуку Младену су саопштили Бранко Бабич и секретар партијске ћелије Тоне Викић. Након завршетка штрајка, Младен се, као и остали комунисти, нашао под присмотром полиције. Постојали су планови и да буде интерниран у неки од концентрационих логора за политичке затворенике, које је формирала Влада Цветковић—Мачек. Био је ухапшен и одведен у Београд, одакле је убрзо враћен у Приједор, јер су власти схватиле да би им то нашкодило, због велике популарности и поштовања, коју је Младен уживао међу народом Козаре, али и читаве Босанске Крајине.

### У усташком затвору
Уочи напада Сила осовине на Краљевину Југославију, априла 1941. године, Младен Стојановић је добио свој ратни распоред — био је као љекар распоређен у један пјешадијски батаљон, стациониран у Бањој Луци. У току краткотрајног Априлског рата, са овим батаљоном је провео неколико дана у одступању ка Далмацији. Усљед опште неорганизованости Југословенске војске, батаљон је био разоружан без иједног испаљеног метка. Након капитулације, Младен је савјетовао војнике да се не предају, већ да узимају оружје и одлазе кућама.
Успјевши да избјегне заробљавање, Младен се вратио у Приједор, у коме је убрзо била формирана окупационо-квислиншка власт. Усташе су знале да је доктор Младен изузетно познат и поштован међу грађанима Приједора и околине, па га нису одмах ухапсиле, али су га одмах по повратку из рата ставиле под даноноћну присмотру. Да га не би ухапсили са осталим таоцима, уцијенили су га са 100.000 динара, које им је морао дати. Упркос томе, слобода није дуго трајала. Након напада на Совјетски Савез, 22. јуна 1941. године, отпочела су масовна хапшења — најприје свих за које се знало или сумњало да су чланови илегалне Комунистичке партије или њихови симпатизери. Заједно са групом приједорских комуниста, био је ухапшен и Младен. Њих око четрдесетак ухапшених било је смјештено у згради бивше Стручне школе — на спрату у једној омањој просторији су били смјештени Младен и гостионичар Бране Вујасиновић, а у другој већој просторији остали таоци.
Затворски режим у бившој згради школе није био превише строг. Стражу су чували домобрани — углавном присилно мобилисани младићи из Загорја, који нису пуно марили за политику. Затвореници су обилно користили ове могућности па су Младен и Бране слободно одлазили у групну собу, гдје су били остали таоци. Ужа група затвореника окупљала се код Младена у соби и тамо су дискутовали о политичкој ситуацији, а Младен је повремено држао и предавања о марксизму. Скоро сви затвореници су били везани за Младена и његов ауторитет и очекивали да ће им он помоћи да побјегну из затвора. Младен је успио и да придобије симпатије стражара-домобрана, којима је говорио о намјерама усташког режима. Током времена успјели су да се повежу и са партијском организацијом КПЈ у Приједору, од које су сазнали да је већина чланова КПЈ и СКОЈ-а из Бање Луке, Приједора, Босанског Новог, Босанске Дубице и Босанске Градишке успјела да избјегне хапшење и да се склонила у Поткозарје. Били су обавијештени и да партијска организација припрема њихово ослобађање из затвора, али да припреме иду тешко, јер је зграда била добро чувана споља.
У затвору су примили и прве вијести о усташким покољима над српским становништвом у Приједору и околини. Ноћу су чули и пуцње, који су допирали са Козаре. Кроз прозоре је са Козаре допирао мирис паљевине, а ноћу су видјели и пламен попаљених села који се дизао у небо. Све ово је у Младену будило жељу да што прије побјегне из затвора и покрене отпор усташама. Једне вечери, 17. јула, Младен је запалио сламу у својој ћелији и тако изазвао пожар. Када је дим почео да излази у ходник стражари су се успаничили и отворили врата ћелије. Усљед забуне које је завладала, међу уплашеним стражарима, Младен је успио да побјегне са спрата и потом искочи кроз прозор у приземљу. Након бјекства, дошао је до обале Сане, а потом се упутио ка Гомјеници. Ту је закуцао на врата једне куће, гдје га је домаћин Мирко Средић примио, а у зору га повео ка селу Орловачи. Тамо се повезао са партијском организацијом, па је у пратњи Васкрсије Марића и Радета Башића, пошао на Козару.

### Устанак
Иде Младен, води партизане,

развео их на све четири стране.

Колико је на Козари грана,

још је више младих партизана.

Ој, Козаро, ој зелена плочо,

у теби је Младен борбу поч’о…

Он нам, браћо, умро није,

име му се пјесмом вије.

Ведро небо, зора плава,

сад у слави Младен спава…

— дио из пјесме „Иде Младен, води партизане”, 
Након бјекства из затвора, Младен Стојановић је 19. јула 1941. године стигао на Козару. Вијест о његовом доласку се брзо пронијела планином, па су у партизански логор на Рајлића коси почеле да пристижу групе сељака из Паланчишта, Божића, Јеловца и Кнежпоља. Младен је сељацима објашњавао циљеве борбе и позвао их да помогну устанак и устаницима дају оружје уколико га имају. У исто вријеме, 21. јула Усташки стожер за Босанску Хрватску из Бање Луке је свим потчињеним котарским областима упутио потерницу за доктором Младеном.
У селу Горњи и Доњи Орловци, код Приједора, 25. јула 1941. одржано је партијско савјетовање, на коме су припреме за устанак ушле у завршну фазу. Савјетовањем је руководио Ђуро Пуцар Стари, секретар Обласног комитета КПЈ за Босанску Крајину и он је повјереницима за Приједор, Босански Нови и Босанску Крупу пренио директиву ЦК КПЈ за дизање устанка и разрадио план првих акција. На крају савјетовања су именовани срески војни штабови, а формиран је и регионални штаб за читаву Козару, на чије су чело именовани Младен Стојановић и Осман Карабеговић.
Након савјетовања, Младен и Осман су свој Штаб смјестили у засеоку Бановићи, у селу Мало Паланчиште. Одатле су одржавали везу са свим околним мјестима. Убрзо је био извршен и напад на општину у Великом Паланчишту и ослобођени затворени таоци. Устаничке снаге на Козари биле су слабо наоружане, па је само дио бораца имао оружје, док су остали устаници у напад ишли „наоружани” — рогуљама, сјекирама и др. Први успјеси устаника на Козари брзо су се прочули по цијелој Босанској Крајини.
У селу Маринима, код Приједора, 3. августа 1941. године одржан је велики народни збор, коме су присуствовали и борци са приједорског сектора. На збору су говорили Младен и Осман и народу објашњавали циљеве и политику Народноослободилачког покрета (НОП) и посебно наглашавали значај братства и јединства. Потом је Младен обишао село Горњу Драготињу. Људи су му бескрајно вјеровали, цијенили га и поштовали, масовно су се одазивали његовом позиву и без оклијевања прихватали линију Народноослободилачког покрета. Сви догађаји који су се одвијали под Козаром, никако се не могу одвојити од Младеновог имена.
У селу Међувођу, код Босанске Дубице, 15. августа 1941. под Младеновим руководством је било одржано савјетовање двадесетак руководилаца устанка у срезовима Приједор, Босански Нови и Босанска Дубица. На савјетовању је претресено стање у одредима и резултати првих борби; критикована је тактика фронтова и невршење диверзија, а на крају је формирано јединствено руководство — Штаб Друге (козарске) партизанске чете за Босанску Крајину. За команданта ове јединице био је именован Младен, а за политичког комесара Осман Карабеговић.
Свега неколико дана након савјетовања, отпочела је прва окупаторско-квислиншка офанзива на Козару. Тада је дошло до првих проблема међу устаничким снагама, јер се дио колебљивих сељака из Паланчишта, Божића и Гареваца послије првих граната уплашио и разбјежао. Младен се тада са групом наоружаних бораца повукао дубље у Козару и преко Витловске и Мраковице дошао до врха Лисине. Тамо су се улогорили у шумској колиби Раде Вучковца, гдје су извјесно вријеме боравили и углавном радили на војничкој и политичкој обуци. Непријатељске снаге, углавном сачињене од домобрана, зазирале су од шуме, па су офанзиву усмјерили према путу Приједор—Дубица, а затим се повукле у правцу Кнежице.

### Борбе на Козари
Након офанзиве, 10. септембра је на врху Лисини, на Козари, одржано војно-политичко савјетовање, на коме је размотрена ситуација и извршена реорганизација партизанских снага. Пошто је напуштена тактика држања фронтова, реорганизовани су тадашњи одреди и умјесто пет одреда формиран је један Козарачки партизански одред, који су сачињавале три чете — Приједорска, Дубичка и Новско-љешљанска. У току октобра и новембра биле су формиране још четири чете. Команду над одредом задржао је ранији Штаб на челу са Младеном Стојановићем и Османом Карабеговићем. На овај начин се у потпуности прешло на партизански начин ратовања.
Након реорганизације, партизанске снаге на Козари су под Младеновом командом извеле низ успјешних акција. Са борцима Прве приједорске чете, 23. октобра уништио је непријатељску посаду у селу Горњи Подградци. Том приликом било је запаљено и складиште резане грађе, од које су прављени жељезнички прагови, који је требало да служе окупатору. У борби је било заробљено доста усташа и домобрана. Све заробљене усташе су биле изведене пред народни суд и стријељане, а заробљеним домобранима је Младен одржао говор о циљевима Народноослободилачког покрета и братству и јединству, а затим су их партизанске патроле испратиле преко Козаре, све до ријеке Уне, одакле су се пребацили у Хрватску. Неколико дана касније, 1. новембра 1941. године, Котарска област из Босанске Градишке је о овом нападу извијестила Усташко редарство у Загребу, у коме се између осталог наводи — „У овој банди која је извршила напад на Горње Подградце био је заповједник др Стојановић из Приједора”.
Успјех у Подградицама био је партизанима подстрек за нове акције које су извели у наредном периоду. Половином новембра је била разоружана посада жељезничке станице Брезичани, на прузи Приједор—Босански Нови, а неколико дана касније спаљена пилана код Козарца и порушено пет мостова на путу Козарац—Мраковица. Све чешће акције партизана на Козари и околини, биле су повод окупатору и властима Независне Државе Хрватске (НДХ) да крајем новембра покрену нову офанзиву на Козару. Ради „чишћења Козаре” биле су ангажоване знатне окупаторско—квислиншке снаге — ојачани домобрански Пети и Једанаести пјешадијски пук, њемачки 269. легионарски пук и мањи дијелови усташке Црне легије, жандарма и њемачке 718. пешадијске дивизије укупне јачине око 19.000 војника. Пошто су партизанске снаге, захваљујући покретљивости и добром познавању терена, успјеле да се непријатељу пребаце иза леђа, окупатор је прокрстарио читаву Козару без успјеха. Након три дана, акција је била обустављена, а на Козари је остављено неколико мањих посада. Током ове операције, окупаторско-квислиншке снаге су вршиле репресалије над становништвом и побиле око 200 сељака.
Током офанзиве, а и непосредно након њеног неуспјелог завршетка, непријатељска пропаганда је ширила лажну вијест „како је током офанзиве ухваћен и убијен Младен Стојановић и како су партизани претрпјели тешке губитке”. Непријатељ је био свјестан чињенице да је народу Козаре Младеново име симбол борбе и отпора, па се одлучио за овакав потез како бих поколебао људе да помажу партизане. Како бих сузбио непријатељску пропаганду о уништењу партизана Младен се одлучио да изврши напад на непријатељску посаду која се након офанзиве задржала на Мраковици. Посада из састава Друге бојне 11. пјешадијске домобранске пуковније била је јачине око 800 војника и размјестила се по планинским вилама, које су прије рата припадале добростојећим Приједорчанима. На врху Мраковице су утврдили кружну одбрану, а преко дана су контролисали терен, нарочито правце према прузи Козарац—Приједор.
Младен је сматрао да „на Козари не могу да буду два господара, већ само партизани” и припремио је акцију напада на посаду на Мраковици. У рано јутро 5. децембра 1941. године, пет чета Другог крајишког партизанског одреда, под командом Младена Стојановића и његовог замјеника Јосипа Мажара Шоше, отпочеле су силовит напад. Најприје су без пуцњаве ликвидирали истурене страже, а потом је отпочео синхронизовани јуриш свих чета. Након неколико часова тешке борбе, непријатељска посада је била у потпуности ликвидирана. Била је ово велика партизанска побједа у којој је погинуло 78, рањено преко 100, а заробљено 92 непријатељских војника. Заплијењена је и знатна количина наоружања — 155 пушака, 12 пушкомитраљеза, шест тешких митраљеза, четири тешка минобацача, 120 граната за минобацаче, доста муниције и друге опреме. У борби је погинуло свега неколико партизана, међу којима и Драгоје Миљатовић.
Побједа на Мраковици брзо је одјекнула читавом Босанском Крајином, али и другим устаничким крајевима — Банији, Кордуну, Славонији, источној Босни и др. Козара је тада постала симбол непобједивости, а приче о херојству козарачких партизана преносили су и заробљени, па пуштени, домобрански војници, који су на тај начин несвјесно вршили деморализацију оружаних снага НДХ. Убрзо након борбе на Мраковици, Заповедништво Бањалучког здруга је расписало награду за „најистакнутијим и најспособнијим вођама партизана” на терену Босанске Kрајине, међу којима се име др Младена Стојановића налазило на првом мјесту.
Једна од посљедњих акција у којој је Други крајишки партизански одред предводио доктор Младен био је напад на непријатељско упориште у школи у Турјаку, 16. децембра 1941. године. Четири чете Другог крајишког одреда су у силном јуришу потпуно разбили непријатеља — домобранско-жандарске снаге, које су пружиле јак отпор. У овој борби је било заробљено 40 војника и официра, а заплијењена је и знатна количина наоружања. Ова побједа је снажно одјекнула међу народом босанскоградишког среза и нагло је порастао прилив бораца из овог краја. Након Турјака, партизани су кренули на подручје ка Орахови и Бистрици, који се простиру на обронцима Козаре уз десну обалу Саве. Ослобођење општине Орахова, у којој је живјело претежно муслиманско становништво било је политички веома значајно. До дирљивог сусрета партизана и муслиманских сељака у Орахови дошло је 28. децембра 1941. године.
На врху Лисини на Козари, 21. децембра 1941. године одржано је партијско савјетовање коме су присуствовали чланови Окружног комитета КПЈ и Окружног комитета СКОЈ-а за Козару, команданти и политички комесари партизанских чета и политички активисти са терена. Савјетовањем је руководио Ђуро Пуцар Стари, члан Покрајинског комитета КПЈ за Босну и Херцеговину. Младен Стојановић је на овом савјетовању поднио Реферат о дотадашњим борбама на Козари, а након дискусије Ђуро Пуцар је констатовао да је Козарачки партизански одред најорганизованији и најсређенији партизански одред у Босанској Крајини. Одред је у то вријеме имао преко 1.000 бораца и располагао је знатним наоружањем.
Да је Младен Стојановић био један од најспособнијих партизанских команданата знале су добро и усташе, што се може видјети из извјештаја главностожерног бојника извјесног Петровића Заповједништву Другог домобранског зборног подручја:
Др Младен Стојановић, лијечник из Приједора, који је вођа побуњеника у Козари пл. — истакнути је комуниста и цијели његов покрет је на комунистичкој бази, иако је привукао к себи и приличан број сељака из околних мјеста. Организовао је оружану снагу од око 5.000 пушака са око 100 стројница и 4 бацача мина.
Кад врши нападај на неки дио наших снага, прикупи највећи дио својих снага на том мјесту и пред зору изненада нападају са свих страна. Када заробе извјестан број домобрана, редовно им држи комунистичко-пропагандистички говор, понуди их храном и цигаретама, превије им ране (ако их имаду) и потом пусти кућама. Убијенима узму документе и новац, све спакују и пошаљу њиховим кућама. На тај начин толико утичу на морал војника, да су ови неупотребљиви и убудуће за акцију против побуњеника.

Он је најопаснији вођа побуњеника, јер је најинтелигентније (од свих осталих), предводи највећу и најјачу групу побуњеника, врло је опрезан, а нападаје припрема и изводи са пуно система.

### У Подгрмечу
Убрзо након партијског савјетовања на Козари, јануара 1942. године, Младен Стојановић је по наређењу Главног штаба НОП одреда Босне и Херцеговине распоређен на нову дужност и премјештен у Подгрмеч. Његов задатак као делегата Главног штаба био је да помогне савјетима, да исправи грешке које су учињене у борбама, да подигне морал и повеже чвршће јединице Првог и Другог крајишког партизанског одреда. Одмах по доласку на нови терен, Младен је обишао јединице Првог крајишког одреда, у којима се осјећао четнички утицај. Младен је борцима преносио искуства са Козаре, али је и иступао оштро критикујући слаби морал. У неким четама овог одреда било је врло мало бораца са звијездом петокраком на капи, па се дешавало да борци у току Младеновог говора скидају са капа разна обиљежја и потом пришивају звијезде.
Поред обиласка партизанских чета, Младен је истовремено обилазио и села по Грмечу и организовао зборове — у Лушци Паланци, Мајкић Јапри, Великој Рујишкој, Чађавици, Горњим Петровићима, Великој Јасеници, Горњој Суваји, Великом Радићу, Јелашиновцима, Хашанима, Дубровик и др. Ови зборови били су велика народна славља, а народ је са великом пажњом и одушевљењем слушао ријечи доктора Младена. Доласком у Подгрмеч доктор Младен је тада упознао младог пјесника и борца Бранка Ћопића, кога је савјетовао да када пише борбену поезију, пише и о сељачкој борби. О доласку Младена Стојановића у Подгрмеч, Ћопић је касније записао — „чим је прешао Сану и ступио у Подгрмечко тло дочекала га је шума барјака и непрегледна маса сељака и омладине”. Такође, доласком у Подгрмеч срео је и свог старог познаника са студија из Беча Монија Левија, који је био замјеник политичког комесара Првог крајишког одреда.
Након обиласка партизанских јединица у Подгрмечу, Младен је 22. јануара у Штабу првог крајишког одреда одржао војно-политичку конференцију за све руководиоце партизанских чета и партијске раднике са терена, на коме је претресен цјелокупан рад, разјашњена многа нејасна питања и извршена реорганизација одреда. Доласком на овај терен, Младен је тијесно сарађивао са Шефкетом Маглајлићем, који је био секретар Окружног комитета КПЈ за Подгрмеч. Након савјетовања, Младен је наставио са обилажењем народа и држањем зборова у околини Бихаћа и Босанског Петровца. У селу Велики Радић обишао је Трећи батаљон и одржао конференцију, којој је присуствовала и омладина из Лике. Потом је обишао села Липу и Пркосе, гдје је извршена смотра партизанских јединица. Посљедњи збор одржао је у селу Бјелају, гдје је извршена смотра Врточко-бјелајске партизанске чете и потом одржан народни збор. Овом збору присуствовало је око 600 људи, а нарочито омладине, која је дошла из Меденог Поља.
Почетком 1942. године, терен Крупе, Сане и Новске био је посебно изложен италијанском пропагандом, која се ширила из Лике, преко Срба и Доњег Лапца, јер су тамо Италијани успјели да око себе окупе велики дио устаника и створе четничке пукове — „Гаврило Принцип” и „Краљ Петар II”. Велику улогу у спречавању италијанске пропаганде имао је доктор Младен, који је обилазио народ и тумачио му циљеве Народноослободилачког покрета (НОП). Током његовог боравка на терену Подгрмеча, посјетила га је и група руководилаца НОП-а из Лике и тражила од њега да пређе Уну да би га тамо видио народ Лике, који је још раније чуо легенде о њему.
У ослобођеном Скендер Вакуфу, од 21. до 23. фебруара 1942. године одржана је Прва обласна конференција КПЈ за Босанску Крајину, коју је организовао Ђуро Пуцар Стари, секретар ОК КПЈ за Босанску Крајину и члан ПК КПЈ за Босну и Херцеговину. Конференцији су присуствовали представници окружних, среских и мјесних партијских организација, команданти и политички комесари партизанских одреда, батаљона, чета, партијски радници са терена и др. Конференција је имала велики значај јер је на њој анализиран цјелокупан рад КПЈ и СКОЈ-а од почетка устанка у Босанској Крајини, а током Конференције су дате и директиве за даље јачање и учвршћивање партизанских јединица, за проширивање базе устанка масовним укључивањем муслиманских маса у НОП, пооштрена је борба против шовинизма и четничке издаје и др. На Конференцији су пренијети закључци са Покрајинског саветовања у Иванчићима и формиран нови Оперативни штаб НОП и ДВ за Босанску Крајину. Младен је на Конференцији, заједно са Ђуром Пуцаром и Османом Карабеговићем, био изабран у Предсједништво, а потом је именован за начелника новоформираног Оперативног штаба, чији је командант био Коста Нађ. Учесницима Конференције Младен се обратио и говорио им о непобједивости Совјетског Савеза, о Бородинској битки и Кутузову, о Октобарској револуцији и прослављеним јунацима Пархоменку и Чапајеву.

### Погибија
Убрзо након Конференције, Младен је са Козарском пролетерском четом кренуо у правцу средње Босне, са циљем да помогне Четвртом крајишком партизанском одреду. Овај одред налазио се у тешком стању, јер су његове чете преживљавале озбиљну кризу — стално су се осипале и након учесталих пучева прелазиле на страну четника. У пратњи козарачких пролетера, Младен је са Костом Нађем и Данком Митровим 5. марта стигао у село Липовац, код Челинца, гдје се тада налазила чета предратног учитеља Лазе Тешановића, у то вријеме ни партизанска ни четничка. Рачунајући да не иду на непријатељску територију, козарачки борци су маршевали у колони с пјесмом све до основне школе, гдје се налазио Тешановићев штаб. Када су се приближили школи, Тешановић је из засједе наредио паљбу. Ухваћени на уској сњежној пртини и обасути снажном пушчаном ватром партизани су били тешко погођени. На лицу мјеста је страдало дванаест бораца, а још двојица су касније преминула од задобијених рана. Међу рањеним борцима био је и доктор Младен, који је био теже рањен у главу. Послије извјесне забуне и изненађења, партизани су у вишечасовној борби успјели да одбију четнички напад. Након борбе, партизани су покупили своје мртве борце и однијели их у село Липовац, гдје су их сахранили, док су рањене пренијели у Горњу Јошавку, гдје се налазила партизанска болница. Вијест о Младеновом рањавању брзо се проњела по читавој Босанској Крајини, а посебно на Козари, гдје је изазвала огорчено реаговање народа.
Село Горња Јошавка, код Челинца, било је тада центар партизанске територије у средњој Босни. Ту се налазио Штаб Четвртог крајишког одреда, дио Оперативног штаба НОВ и ДВ за Босанску Крајину, Окружни комитет КПЈ за средњу Босну и партизанска болница, којом је руководила др Даница Перовић, љекарка из Бање Луке. Болница је била смјештена у згради основне школе и ту су се налазили рањени борци чета Четвртог крајишког одреда, као и неколико рањеника из Крајишког пролетерског батаљона. Рањени Младен Стојановић је у болницу донесен у веома тешком стању. Докторка Перовић се за хируршку интервенцију одлучила тек идућег дана, када је видјела да рањеник показује знаке живота и да има довољно снаге да издржи операцију. Након пружене медицинске помоћи, доктор Младен се налазио у болници, а када се мало опоравио, средином марта, ради сигурности је био пребачен у кућу Данила Вуковића, у Доњој Јошавки. Свакодневу бригу о Младену водила је докторка Даница. Неколико дана прије убиства, Младена су посјетили Коста Нађ и Лепа Перовић, која је била Даничина рођена сестра.
Политичка ситуација на подручју Мањаче и средње Босне, почетком 1942. године била је веома тешка за Народноослободилачки покрет (НОП), јер на овом терену долази до отвореног сукоба између четничких и партизанских снага. Партизанске чете у саставу Четвртог крајишког одреда посебно су биле погођене овом кризом, јер су биле изложене отвореној четничкој пропаганди. Током фебруара и марта, четници су успјели да остваре утицај на све чете Четвртог одреда, изузев Црновршке чете, која је била углавном састављена од бораца из Бање Луке. За то вријеме Штаб Четвртог одреда и Окружни комитет КПЈ су се ослањали на Крајишки пролетерски батаљон, с којим су покушали да спасу ситуацију. Они су у партизанске чете, које су у потпуности потпале под четничку пропаганду, слали поуздане борце, који су преузимали дужности политичких комесара и водних делегата, с циљем да оживе политички рад и на тај начин сузбију четничку пропаганду. Ово се показало као неуспјешно јер је већина ових бораца била побијена, углавном на спавању, а Радмилу Стефановићу, који је вршио дужност политичког комесара Булетићке чете, четници су одсјекли главу.
Као главни организатори четничког покрета у овом крају истицали су се Лазар Тешановић, Урош Дреновић и Раде Радић, који су једно вријеме сарађивали са Народноослободилачким покретом. На Радета Радића, који је још прије рата био члан четничке организације, нико од партизана није сумњао, посебно јер му је син Брацо погинуо у партизанима. Радић је био члан Штаба Четвртог крајишког одреда, а истовремено је одржавао контакт са Тешановићем и припремао четнички пуч. Пуч у Четвртом крајишком одреду, односно његовој Јошавској чети, Радић је припремао дуже вријеме, окупљајући око себе прочетнички расположене људе. За извршење пуча одабрао је погодан тренутак — ноћ између 31. марта и 1. априла, јер је главнина одреда заједно са Крајишким пролетерским батаљоном отишла на положај у правцу Теслића. На састанку Штаба одреда, одржаном 30. марта у Горњој Јошавки, Раде Радић је од команданта одреда Данка Митрова добио задатак да остане у селу и са Јошавском четом брани ослобођену територију и болницу, у случају напада из правца Бање Луке.
На дан 31. марта Раде Радић је према унапријед припремљеном плану, одмах по одласку главнине Одреда, почео да окупља своје поверљиве људе. Увече се испред његове куће окупило њих око 60 и Раде им је одржао говор у коме их је позвао да напусте партизане и придруже се четницима. Потом су се раздијелили у неколико група — прва група је имала задатак да ликвидира болницу, друга да разоружа заштитницу Штаба одреда, а трећа је била упућена у Доњу Јошавку, у кућу гдје је лежао доктор Младен. У партизанској болници, четници-пучисти су убили око 20 рањеника, док су њих неколико пустили да побјегну. У току пуча је био убијен и Рајко Боснић, секретар Окружног комитета КПЈ за средњу Босну, као и још неколико партизанских бораца.
Група од пет четника-пучиста коју су предводили Љубо Василић и Драгутин Антонић Драгица упала је у кућу Данила Вуковића, у Доњој Јошавки, и разоружала рањеног доктора Младена. Одузели су му пиштољ и пушку иако Младен, који је био тешко рањен, није ни могао употријебити то оружје. Док су се они налазили у кући, према Доњој Јошавци се упутио Милан Личина, секретар Оперативног штаба за Босанску Крајину. Он је одмах по доласку испред куће припуцао, али га је убила четничка стража, која се налазила у засједи. У међувремену су испред куће стигле саонице на које је требало да буде стављен доктор Младен и одведен у шуму изнад куће Данила Вуковића. Због велике популарности коју је Младен Стојановић имао у народу Босанске Крајине, Драгица Антонић се поколебао и одбио да убије Младена, након чега су се остали четници разишли, а он је у кући Вуковића остао до јутра, а потом и он отишао.
Сљедеће ноћи, између 1. и 2. априла 1942. године, у кућу Данила Вуковића је упала нова група четника коју је предводио Станко Врховац, из села Кокора. Саопштили су да Младена морају да воде у команду и наредили докторки Перовић да га спреми. Она се томе успротивила јер је Младен био тешки рањеник, па су Младена у ћебету однели до потока Млинска Ријека, гдје су га убили. Потом су се вратили по докторку Даницу Перовић и повели је у село Милосавце, гдје се заједно са Надом Мажар налазила у заробљеништву.

## Народни херој
Смрт Младена Стојановића тужно је одјекнула читавом Босанском Крајином, а посебно његовом Козаром. Други крајишки партизански одред, који је формирао септембра 1941, тада је имао око 3.500 људи под оружјем и био је један од најјачих партизанских одреда у читавој Југославији. У знак сјећања на легендарног доктора Младена, покретача устанка на Козари, 19. априла 1942. овај Одред добио је назив Други крајишки партизански одред „Др Младен Стојановић”. За заслуге током Народноослободилачког рата, овај Одред је предсједник СФРЈ Јосип Броз Тито 10. септембра 1972. одликовао Орденом народног хероја. Истог дана предсједник Тито је на Мраковици, на Козари, открио монументални споменик Револуцији, рад вајара Душана Џамоње, који је посвећен борби народа Козаре.
Свега неколико мјесеци након погибије, 7. августа 1942. године, Врховни штаб НОП и ДВЈ је, на приједлог Оперативног штаба НОП и ДВ за Босанску Крајину, прогласио доктора Младена за народног хероја. У „Билтену Врховног штаба” бр. 17—19 о проглашењу Младена Стојановића за народног хероја пише:
На предлог Оперативног штаба НОП и ДВ за Босанску Крајину, Врховни штаб НОП и ДВЈ додјељује назив народног хероја другу Младену Стојановићу, начелнику Оперативног штаба за Босанску Крајину, који је од издајничке четничке руке заклан у селу Јошавци, гдје је рањен лежао. Друг Младен је од првог дана устанка вриједно радио на организовању партизанских одреда, а посебно Козаре. Његово име је познато широм Крајине као име вриједног и неустрашивог борца за народно ослобођење.
Доктор Младен Стојановић био је и остао легендарна личност за Козарчане, Приједорчане и Крајишнике — као симбол љубави и бриге за човјека, херој снаге епа. Међу народним херојима Босанске Крајине Младен Стојановић заузима посебно мјесто, јер је он легендарни јунак не само у Босанској Крајини него и у читавој бившој Југославији. У вријеме колонизације Војводине, 1946. у село Букин, код Бачке Паланке насељени су колонисти из Босанске Крајине, а ово мјесто је тим поводом преименовано у Младеново.
Младенов саборац генерал Раде Башић је 1969. написао књигу о његовом животу, а потом и сценарио за филм Доктор Младен, снимљен 1975. године у режији Мидхата Мутапџића. Лик Младена Стојановића у филму тумачио је глумац Љуба Тадић, који је за ову улогу добио Златну арену на фестивалу у Пули.
Многе улице, школе, домови здравља и друге установе широм бивше Југославије носиле су име Младена Стојановића. У Србији чак 41 улица носи његово име. Међу мјестима са улицом доктора Младена углавном доминирају мјеста из Војводине, а нека од њих су — Београд, Нови Сад, Ниш, Крагујевац, Апатин, Врбас, Зрењанин, Кикинда, Кула, Рума, Пожаревац, Смедеревска Паланка и др. Такође, улице са именом Младена Стојановића постоје и у Босни и Херцеговини, углавном у Републици Српској, а нека од мјеста са овом улицом су — Бања Лука, Приједор, Градишка, Челинац и др.
Такође, име Младена Стојановића носе:
- основне школе у Љубији;[58] Лакташима[59] и Бронзаном Мајдану,
- болница у Приједору;[60]
- домови здравља у Бачкој Паланци[61] и у Лакташима;[62]
- парк у Бања Луци.

Године 2007. у Приједору је у породичној кући породице Стојановић отворена Спомен кућа породице Стојановић, која се налази у оквиру Музеја Козаре.